# Samodzielna Armia Nadmorska
Samodzielna Armia Nadmorska (ros. Отдельная Приморская армия) – związek operacyjny Armii Czerwonej z okresu II wojny światowej.

## Historia

### Pierwsze formowanie
Armia została zorganizowana w dniu 20 lipca 1941 roku na bazie Nadmorskiej Grupy Wojsk Frontu Południowego z zadaniem obrony na kierunku Odessy oraz wybrzeży Morza Czarnego. Oddziały armii w ciężkich walkach cofały się w kierunku Odessy i w dniu 5 sierpnia 1941 roku zajęły pozycję obronne na przedpolu miasta. Otrzymały wtedy rozkaz obrony miasta i portu Odessa i została podporządkowana bezpośrednio Naczelnemu Dowództwu Armii Czerwonej. Następnie w okresie do 17 października 1941 roku skutecznie broniła miasta, do momentu ewakuacji wojsk na Krym.
Na Krymie armia została podporządkowana dowódcy wojsk Krymu i od 23 października bierze udział w walkach, a wobec znacznej przewagi wojsk niemieckich cofa się w walkach w kierunku Sewastopolu. Od 9 listopada 1941 roku bierze udział w obronie Sewastopolu do 1 lipca 1942 roku, kiedy na rozkaz Naczelnego Dowództwa rozpoczęła się ewakuacji drogą morska oddziałów na Kaukaz. W dniu 7 lipca 1942 roku armia została rozwiązana a jej oddziału zostały przekazane do innych armii Frontu Północno-Kaukaskiego.

### Drugie formowanie
Po raz drugi została sformowana w dniu 20 listopada 1943 roku zgodnie z rozkazem Naczelnego Dowództwa Armii Czerwonej z dnia 15 listopada ze oddziałów rozformowanej 56 Armii i podlegała bezpośrednio Naczelnemu Dowództwo.
Do jej zadań należała obrona płw. Tamańskiego oraz przygotowania natarcia na Krym z przyczółków na płw. Kerczeński, gdzie znajdowała większość podległych jej oddziałów. Od stycznia do marca 1944 roku przeprowadziła szereg operacji zaczepnych mających na celu poprawienie warunków do dalszych działań ofensywnych na Krymie.
W okresie od 8 kwietnia do 12 maja 1944 roku uczestniczyła w operacji krymskiej, w trakcie której zajęła szereg miast. 18 kwietnia została włączona w skład 4 Frontu Ukraińskiego. W dniu 7 maja dotarła na przedpole Sewastopola i dniach 7–9 maja uczestniczyła w szturmie miasta. Następnie likwidowała otoczone na półwyspie Chersońskim wojska niemieckie, które ostatecznie skapitulowały do dnia 12 maja 1944 roku. W dniu 20 maja 1944 roku wyłączona ze składu 4 Frontu Ukraińskiego i do końca wojny pozostał na Krymie zajmując się obroną wybrzeża.
Na początku sierpnia 1945 roku została rozformowana, a z jej dowództwa utworzono Taurydzki Okręg Wojskowy.

## Dowódcy

### Pierwsze formowanie
- gen. mjr Nikandr Czibisow (lipiec 1941)
- gen. lejtn. Gieorgij Sofronow (lipiec – październik 1941)
- gen. mjr Iwan Pietrow (październik 1941 – lipiec 1942)[2].

### Drugie formowanie
- gen. armii Iwan Pietrow (listopad 1943 – luty 1944)
- gen. armii Andriej Jeriomienko (luty – 18 kwietnia 1944)
- gen. lejtn. Kondrat Mielnik (18 kwietnia 1944–1945)

## Skład armii
I i II formowanie:

### Pierwsze formowanie
1 sierpnia 1941
- 14 Korpus Strzelecki
  - 25 Dywizja Strzelecka
  - 95 Dywizja Strzelecka
- 1 Dywizja Kawalerii
- 82 Rejon Umocniony

1 września 1941
- 25 Dywizja Strzelecka
- 95 Dywizja Strzelecka
- 421 Dywizja Strzelecka
- 2 Dywizja Kawalerii
- 82 Rejon Umocniony

1 października 1941
- 25 Dywizja Strzelecka
- 95 Dywizja Strzelecka
- 421 Dywizja Strzelecka
- 2 Dywizja Kawalerii
- 3 Czarnomorski pułk piechoty morskiej

1 listopada 1941
- 25 Dywizja Strzelecka
- 95 Dywizja Strzelecka
- 157 Dywizja Strzelecka
- 421 Dywizja Strzelecka
- 7 Brygada Piechoty Morskiej
- 2 Dywizja Kawalerii
- 40 Dywizja Kawalerii
- 42 Dywizja Kawalerii

1 grudnia 1941
- 2 Dywizja Strzelecka
- 25 Dywizja Strzelecka
- 95 Dywizja Strzelecka
- 172 Dywizja Strzelecka
- 40 Dywizja Kawalerii
- 7 Brygada Piechoty Morskiej
- 8 Brygada Piechoty Morskiej

1 stycznia 1942
- 2 Dywizja Strzelecka[4]
- 25 Dywizja Strzelecka
- 95 Dywizja Strzelecka
- 172 Dywizja Strzelecka
- 345 Dywizja Strzelecka
- 386 Dywizja Strzelecka
- 388 Dywizja Strzelecka
- 7 Brygada Piechoty Morskiej
- 8 Brygada Piechoty Morskiej
- 79 Samodzielna Brygada Piechoty Morskiej
- 40 Dywizja Kawalerii

1 lutego 1942
- 25 Dywizja Strzelecka
- 95 Dywizja Strzelecka
- 109 Dywizja Strzelecka
- 172 Dywizja Strzelecka
- 345 Dywizja Strzelecka
- 386 Dywizja Strzelecka
- 388 Dywizja Strzelecka
- 7 Brygada Piechoty Morskiej
- 8 Brygada Piechoty Morskiej
- 79 Samodzielna Brygada Piechoty Morskiej
- 40 Dywizja Kawalerii

1 maja 1942
- 25 Dywizja Strzelecka
- 95 Dywizja Strzelecka
- 109 Dywizja Strzelecka
- 172 Dywizja Strzelecka
- 345 Dywizja Strzelecka
- 386 Dywizja Strzelecka
- 388 Dywizja Strzelecka
- 7 Brygada Piechoty Morskiej
- 8 Brygada Piechoty Morskiej
- 79 Samodzielna Brygada Piechoty Morskiej

1 lipca 1942
- 25 Dywizja Strzelecka
- 95 Dywizja Strzelecka
- 109 Dywizja Strzelecka
- 172 Dywizja Strzelecka
- 345 Dywizja Strzelecka
- 386 Dywizja Strzelecka
- 388 Dywizja Strzelecka
- 7 Brygada Piechoty Morskiej
- 8 Brygada Piechoty Morskiej
- 79 Samodzielna Brygada Piechoty Morskiej
- 138 Samodzielna Brygada Piechoty Morskiej

### Drugie formowanie
1 grudnia 1943
- 3 Korpus Strzelców Górskich
  - 128 Dywizja Strzelców Górskich Gwardii
  - 20 Dywizja Strzelców Górskich
  - 242 Dywizja Strzelców Górskich
- 11 Korpus Strzelecki Gwardii
  - 2 Dywizja Strzelecka Gwardii
  - 32 Dywizja Strzelecka Gwardii
  - 55 Dywizja Strzelecka Gwardii
- 16 Korpus Strzelecki
  - 227 Dywizja Strzelecka
  - 339 Dywizja Strzelecka
  - 383 Dywizja Strzelecka
- 20 Korpus Strzelecki
  - 89 Dywizja Strzelecka
  - 318 Dywizja Strzelecka
  - 414 Dywizja Strzelecka
  - 83 Samodzielna Brygada Strzelecka
  - 255 Brygada Piechoty Morskiej
- 9 Dywizja Strzelecka

1 stycznia 1944
- 3 Korpus Strzelców Górskich
  - 128 Dywizja Strzelców Górskich Gwardii
  - 243 Dywizja Strzelców Górskich
  - 414 Dywizja Strzelecka
- 11 Korpus Strzelecki Gwardii
  - 2 Dywizja Strzelecka Gwardii
  - 32 Dywizja Strzelecka Gwardii
  - 55 Dywizja Strzelecka Gwardii
  - 89 Samodzielna Brygada Piechoty Morskiej
- 16 Korpus Strzelecki
  - 89 Dywizja Strzelecka
  - 227 Dywizja Strzelecka
  - 339 Dywizja Strzelecka
  - 383 Dywizja Strzelecka
- 20 Korpus Strzelecki
  - 20 Dywizja Strzelecka Gwardii
  - 318 Dywizja Strzelecka
- 9 Dywizja Strzelecka
- 255 Brygada Piechoty Morskiej

1 lutego 1944
- 3 Korpus Strzelców Górskich
  - 128 Dywizja Strzelców Górskich Gwardii
  - 414 Dywizja Strzelecka
- 11 Korpus Strzelecki Gwardii
  - 2 Dywizja Strzelecka Gwardii
  - 55 Dywizja Strzelecka Gwardii
  - 83 Brygada Piechoty Morskiej
- 16 Korpus Strzelecki
  - 89 Dywizja Strzelecka
  - 227 Dywizja Strzelecka
  - 339 Dywizja Strzelecka
  - 383 Dywizja Strzelecka
  - 255 Brygada Piechoty Morskiej
- 20 Korpus Strzelecki
  - 20 Dywizja Strzelców Górskich
  - 9 Dywizja Strzelecka
  - 318 Dywizja Strzelecka
- 32 Dywizja Strzelecka Gwardii
- 242 Dywizja Strzelców Górskich
- 383 Dywizja Strzelecka

1 marca 1944
- 3 Korpus Strzelców Górskich
  - 128 Dywizja Strzelców Górskich Gwardii
  - 242 Dywizja Strzelców Górskich
  - 318 Dywizja Strzelecka
- 11 Korpus Strzelecki Gwardii
  - 2 Dywizja Strzelecka Gwardii
  - 32 Dywizja Strzelecka Gwardii
  - 414 Dywizja Strzelecka
  - 83 Brygada Piechoty Morskiej
- 16 Korpus Strzelecki
  - 89 Dywizja Strzelecka
  - 227 Dywizja Strzelecka
  - 339 Dywizja Strzelecka
  - 255 Brygada Piechoty Morskiej
- 20 Korpus Strzelecki
  - 55 Dywizja Strzelecka Gwardii
  - 9 Dywizja Strzelecka
  - 318 Dywizja Strzelecka
  - 20 Dywizja Strzelców Górskich
- 227 Dywizja Strzelecka
- 383 Dywizja Strzelecka

1 kwietnia 1944
- 3 Korpus Strzelców Górskich
  - 128 Dywizja Strzelców Górskich Gwardii
  - 242 Dywizja Strzelców Górskich
  - 318 Dywizja Strzelecka
- 11 Korpus Strzelecki Gwardii
  - 2 Dywizja Strzelecka Gwardii
  - 32 Dywizja Strzelecka Gwardii
  - 414 Dywizja Strzelecka
  - 83 Brygada Piechoty Morskiej
- 16 Korpus Strzelecki
  - 339 Dywizja Strzelecka
  - 383 Dywizja Strzelecka
  - 255 Brygada Piechoty Morskiej
- 20 Korpus Strzelecki
  - 55 Dywizja Strzelecka Gwardii
  - 20 Dywizja Strzelców Górskich

1 maja 1944
- 3 Korpus Strzelców Górskich
  - 128 Dywizja Strzelców Górskich Gwardii
  - 242 Dywizja Strzelców Górskich
  - 89 Dywizja Strzelecka
  - 318 Dywizja Strzelecka
- 11 Korpus Strzelecki Gwardii
  - 2 Dywizja Strzelecka Gwardii
  - 32 Dywizja Strzelecka Gwardii
  - 414 Dywizja Strzelecka
- 16 Korpus Strzelecki
  - 227 Dywizja Strzelecka
  - 339 Dywizja Strzelecka
  - 383 Dywizja Strzelecka
  - 83 Brygada Piechoty Morskiej
  - 255 Brygada Piechoty Morskiej

1 czerwca 1944
- 3 Korpus Strzelców Górskich
  - 128 Dywizja Strzelców Górskich Gwardii
  - 242 Dywizja Strzelców Górskich
  - 318 Dywizja Strzelecka
- 16 Korpus Strzelecki
  - 227 Dywizja Strzelecka
  - 339 Dywizja Strzelecka
  - 383 Dywizja Strzelecka
- 55 Korpus Strzelecki
  - 315 Dywizja Strzelecka
  - 387 Dywizja Strzelecka
  - 414 Dywizja Strzelecka
- 89 Dywizja Strzelecka
- 83 Brygada Piechoty Morskiej
- 255 Brygada Piechoty Morskiej
- 78 Rejon Umocniony
  - 116 Rejon Umocniony

1 lipca 1944
- 3 Korpus Strzelców Górskich
  - 128 Dywizja Strzelców Górskich Gwardii
  - 242 Dywizja Strzelców Górskich
  - 318 Dywizja Strzelecka
  - 255 Brygada Piechoty Morskiej
- 16 Korpus Strzelecki
  - 227 Dywizja Strzelecka
  - 339 Dywizja Strzelecka
  - 383 Dywizja Strzelecka
- 55 Korpus Strzelecki
  - 315 Dywizja Strzelecka
  - 387 Dywizja Strzelecka
  - 414 Dywizja Strzelecka
- 89 Dywizja Strzelecka
- 83 Brygada Piechoty Morskiej
- 78 Rejon Umocniony
- 116 Rejon Umocniony

1 września 1944
- 16 Korpus Strzelecki
  - 227 Dywizja Strzelecka
  - 339 Dywizja Strzelecka
  - 383 Dywizja Strzelecka
- 55 Korpus Strzelecki
  - 315 Dywizja Strzelecka
  - 387 Dywizja Strzelecka
  - 414 Dywizja Strzelecka
- 78 Rejon Umocniony
- 116 Rejon Umocniony

1 października 1944
- 55 Korpus Strzelecki
  - 315 Dywizja Strzelecka
  - 387 Dywizja Strzelecka
  - 414 Dywizja Strzelecka
- 78 Rejon Umocniony
- 116 Rejon Umocniony

1 listopada 1944
- 315 Dywizja Strzelecka
- 387 Dywizja Strzelecka
- 414 Dywizja Strzelecka
- 78 Rejon Umocniony
- 116 Rejon Umocniony

1 grudnia 1944
- 315 Dywizja Strzelecka
- 387 Dywizja Strzelecka
- 414 Dywizja Strzelecka

1 kwietnia 1945
- 315 Dywizja Strzelecka
- 414 Dywizja Strzelecka